# Кратохвил, Йозеф
Йозеф Кратохвил (6 января 1909, Куски, Вельке-Мезиржичи — 17 февраля 1992, Брно) — чешский зоолог, член-корреспондент Словенской Академии наук и искусств.

## Биография
В течение продолжительного времени директор Научно-исследовательского института позвоночных Чехословацкой академии наук (CSAV) в Брно; профессор сельскохозяйственного колледжа (Vysoká škola Zemědělská) в Брно, председатель Чехословацкого зоологического общества, автор 250 научных работ. С 5 февраля 1970 года член-корреспондент Словенской Академии наук и искусств. Автор описания татранской полёвки (Microtus tatricus) и татранского подвида альпийского сурка (Marmota marmota latirostris).

## Таксоны пауков, описанные Й. Кратохвилом
- Barusia hofferi (Kratochvíl, 1935)
- Barusia insulana (Kratochvíl & Miller, 1939)
- Barusia korculana (Kratochvíl & Miller, 1939)
- Barusia maheni (Kratochvíl & Miller, 1939)
- Barusia Kratochvíl, 1978
- Buresiolla Kratochvíl & Miller, 1958
- Carinostoma Kratochvíl & Miller, 1958
- Centetostoma Kratochvíl & Miller, 1958
- Folkia Kratochvíl, 1970
- Giljarovia Kratochvíl & Miller, 1958
- Histricostoma Kratochvíl & Miller, 1958
- Leptonetela Kratochvíl, 1978
- Lola Kratochvíl, 1937
- Mediostoma Kratochvíl & Miller, 1958
- Paralola Kratochvíl, Balat & Pelikan, 1958
- Parastalita Absolon & Kratochvíl, 1932